# Tipula (Vestiplex) tuta
Tipula (Vestiplex) tuta is een tweevleugelige uit de familie langpootmuggen (Tipulidae). De soort komt voor in het Oriëntaals gebied.